# Degla lövskog
Degla lövskog är ett naturreservat i Aneby kommun i Jönköpings län.
Reservatet omfattar 81 hektar och är skyddat sedan 2018. Det är beläget sydost om sjön Noen, 12 kilometer norr om Aneby och består av en lövskog med gamla träd.
Reservatet ligger på Degla herrgårds ägor.